# Kleine Draaibrug
De Kleine Draaibrug was een boogbrug over de Oude Haven en de Kolk in de Nederlandse stad Rotterdam, en vormde de verbinding tussen het Oost- en Westnieuwland. De brug werd vermoedelijk in 1578 voltooid. De stenen opvolger werd vermoedelijk rond 1881 afgebroken om plaats te maken voor de bouw van twee nieuwe kades met daarop bedrijfsverzamelgebouw Plan C.

## Geschiedenis
De eerste brug is waarschijnlijk gebouwd in 1578. Weinig is bekend over de eerste brug, wel dat hij vermoedelijk uit hout was gemaakt en er al lag in de tijd van de Blauwe Toren. In 1839 was de eerste brug afgebroken en een tweede Kleine Draaibrug gebouwd, gemaakt van steen.

### Uitbreidingsplannen en Plan C
De situatie in de jaren zeventig van de negentiende eeuw luidde een einde in voor het bestaan van de Kleine Draaibrug. Vanwege het toenemende verkeer op zowel het water als op het land was de brug ongeschikt geworden. Hierop besloot stadsontwikkelaar Gerrit de Jongh om drie voorstellen in te dienen bij de Rotterdamse gemeenteraad getiteld Plan A, Plan B en Plan C. Deze plannen boden drie verschillende oplossingen. Plan A stelde voor om een nieuwe, beweegbare brug te bouwen, Plan B een nieuwe vaste brug; maar Plan C was het meest ingrijpende van de drie: een overkluizing van het noordelijke deel van de Oude Haven waarin scheepvaartverkeer onderlangs en gemotoriseerd verkeer bovenlangs kon passeren. Hoewel Plan C eerst op veel weerstand stuitte, zowel bij de elite als bij de stadsbevolking, onder meer vanwege de aantasting van het authentieke Rotterdamse stadsbeeld, zorgden de uiteindelijke economische voordelen ervoor dat het plan alsnog werd goedgekeurd. Niet lang daarna, vermoedelijk in 1881, werd de Kleine Draaibrug afgebroken om plaats te maken voor de nieuwe Kolkkade, Oudehavenkade en bedrijfsverzamelgebouw Plan C. Ook werden er onder het gebouw en de kades drie nieuwe tunnels voor de scheepvaart aangelegd: twee vormden een directe verbinding tussen de Kolk en de Oude Haven, en de derde tunnel liep vanaf de Blaak (toen nog niet geheel gedempt) onder het postkantoor, het Beursplein en het Beursstation door, en kwam onder Plan C uit in de meest westelijke van de twee overige tunnels.

## Mechaniek
De Kleine Draaibrug was uniek omdat het een boogbrug was met een zeer kleine klepopening, die geopend kon worden met behulp van kabels als kleine schepen en boten vanaf de Oude Haven de Kolk moesten bereiken, of vice versa. De klep - die maar een halve meter breed was - kon geopend worden met behulp van contragewichten die op de gaslantaarns van de brug hingen. Dit kon zowel bij de eerste als de tweede brug en hier dankt de Kleine Draaibrug ook zijn naam aan.